# Белвил (Џорџија)
Белвил (Џорџија) (енгл. Bellville) град је у америчкој савезној држави Џорџија. По попису становништва из 2010. у њему је живело 123 становника.

## Демографија
Према попису становништва из 2010. у граду је живело 123 становника, што је 7 (5,4%) становника мање него 2000. године.
| Група             | 2000.       | 2010.       |
| Белци             | 112 (86,2%) | 112 (91,1%) |
| Афроамериканци    | 7 (5,4%)    | 9 (7,3%)    |
| Азијати           | 2 (1,5%)    | 0 (0,0%)    |
| Хиспаноамериканци | 9 (6,9%)    | 2 (1,6%)    |
| Укупно            | 130         | 123         |